# (2414) Vibeke
(2414) Vibeke (1931 UG) – planetoida z pasa głównego asteroid okrążająca Słońce w ciągu 5,73 lat w średniej odległości 3,2 au. Odkryta 18 października 1931 roku.